# Parque nacional Skaftafell
El parque nacional de Skaftafell ([ˈskaftaˌfɛtl̥]ⓘ) es un área de preservación en Öræfasveit situado en la región de Austurland, en el centro sudeste de Islandia. Originalmente conocido como Skaftafell, posteriormente se unió con otras regiones cercanas para formar el más grande parque nacional Vatnajökull.

## Parque nacional

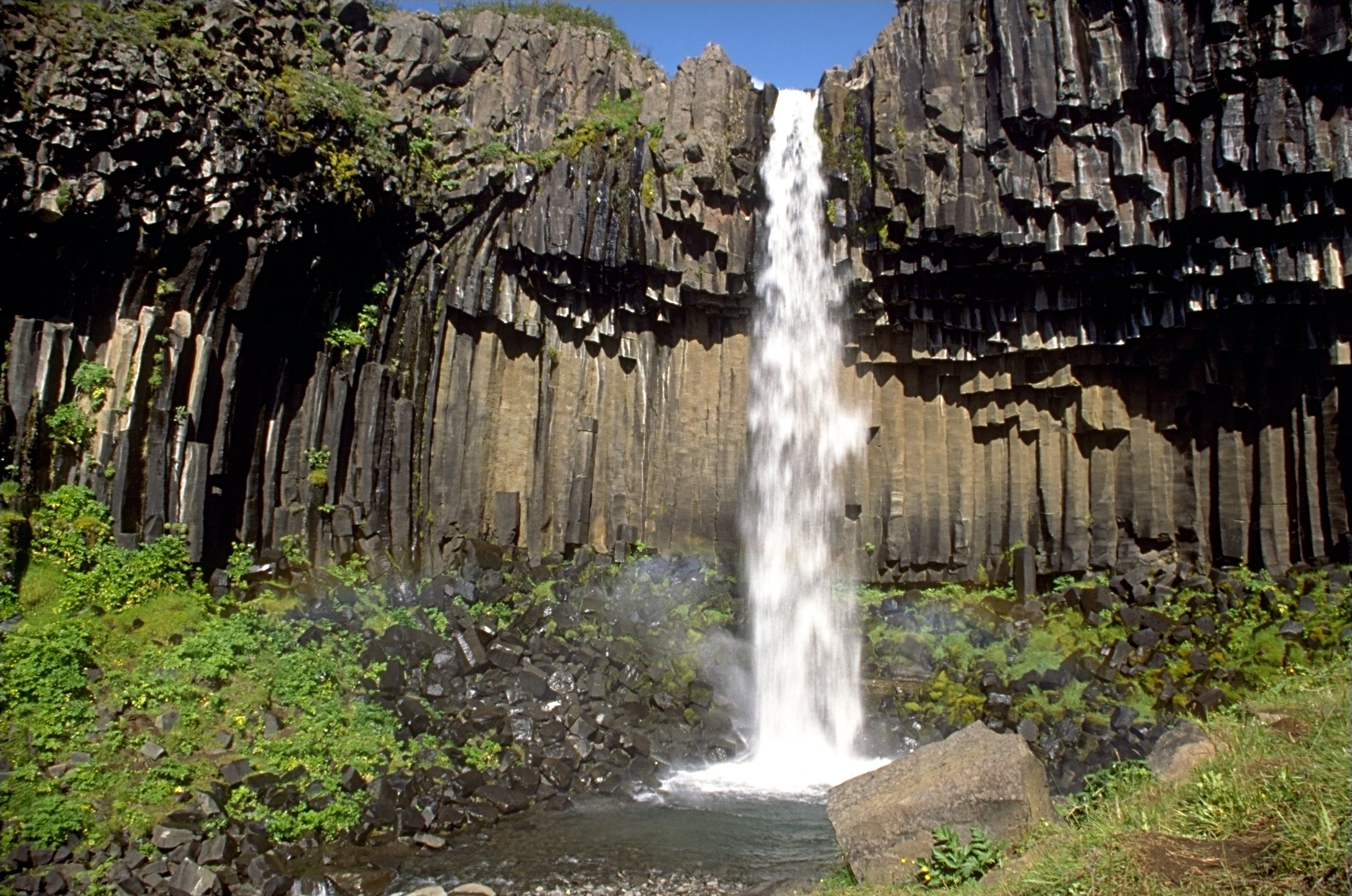
Svartifoss, parque nacional Skaftafell, Islandia La foto fue tomada usando la siguiente técnica: Película: Kodak Elite 100 Lente: 28-80 Filtro: Cuerpo: Minolta 600si Soporte: Fuente: Imagen con Información en inglés Imagen con información en alemán

El Skaftafell está situado entre Kirkjubæjarklaustur, normalmente conocido como klaustur («el claustro»), y Hornafjörður. El 7 de junio de 2008 pasó a ser parte del gran Vatnajökull, siendo el segundo parque nacional más grande de Islandia.
Se fundó el 15 de septiembre de 1967 y se ha agrandado en dos ocasiones. El parque tiene 4807 km², que lo convierten en el segundo parque nacional más grande de Islandia. El paisaje es muy similar al alpino, una formación esculpida a lo largo de miles de años por diferentes influencias de las emisiones volcánicas del Öræfajökull y el agua de los glaciares Skeiðarjökull y Skaftafellsjökull (una derivación del Vatnajökull), así como de los ríos Skeiðará, Morsá y Skaftafellsá. Las erupciones volcánicas debajo de la capa de hielo pueden dar lugar a jökulhlaups (inundaciones glaciales) que desbordan el Skeiðará. El páramo arenoso entre el glaciar y el mar provocan los jökulhlaups es llamado Skeiðarársandur, una llanura aluvial típica conocida localmente como sandur. El último gran jökulhlaup ocurrió en 1996.
La cascada Svartifoss rodeada por columnas basálticas negras de origen volcánico. Al oeste del Skaftafell se ubicak los glaciares Morsárjökull al este en Morsárdalur.

## Historia

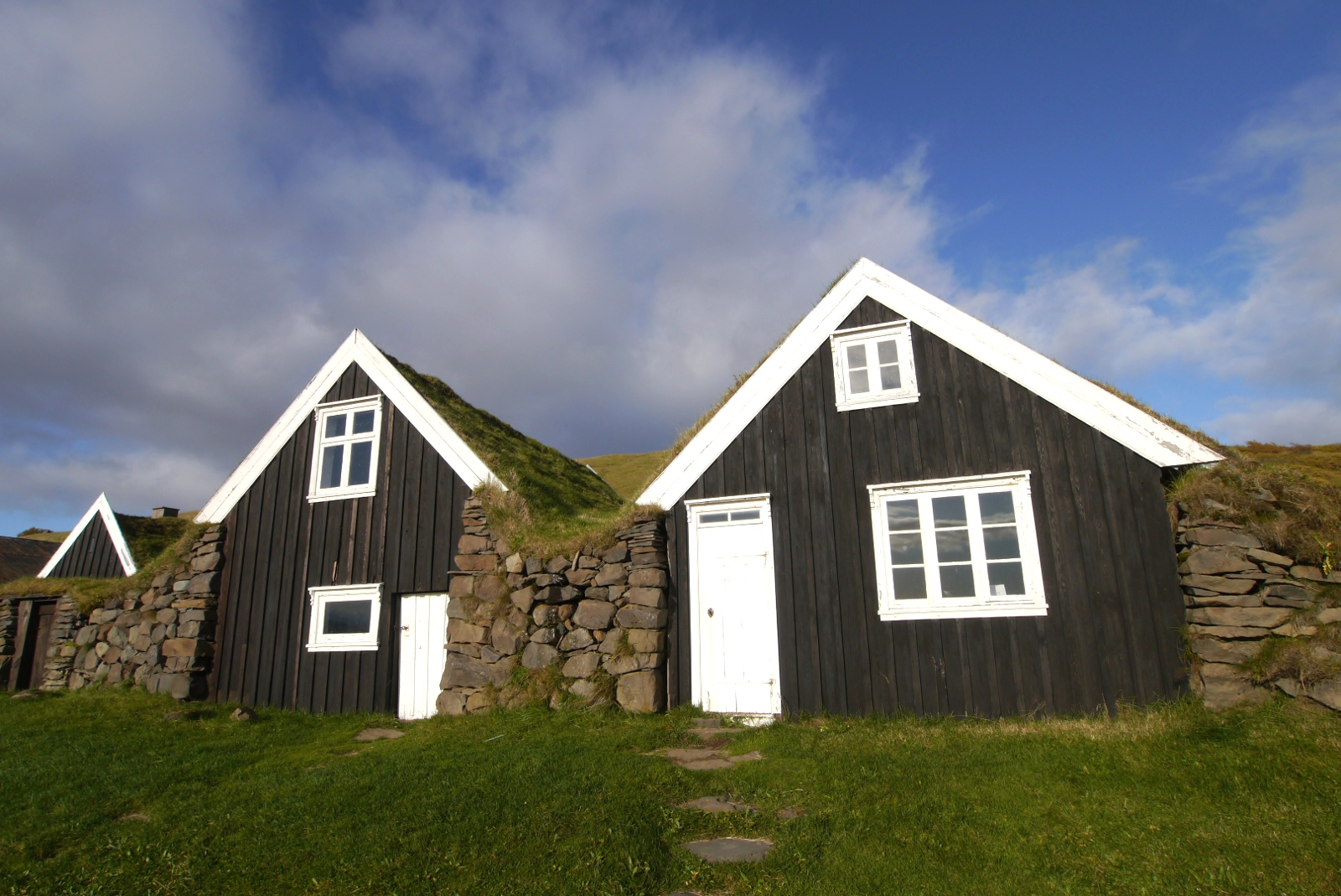
Museo Selið í Skaftafelli

La granja Selið í Skaftafelli se ubica al sur del Parque nacional Skaftafell cerca del terreno de camping y cerca de los saltos de água Hundafoss y Magnúsarfoss. Se trata de un grupo de edificios construidos de turba y de tepes en 1912 y abandonados en 1946 que fue renovado y convertido en un museo en 1972.

## Galería

Skaftafell
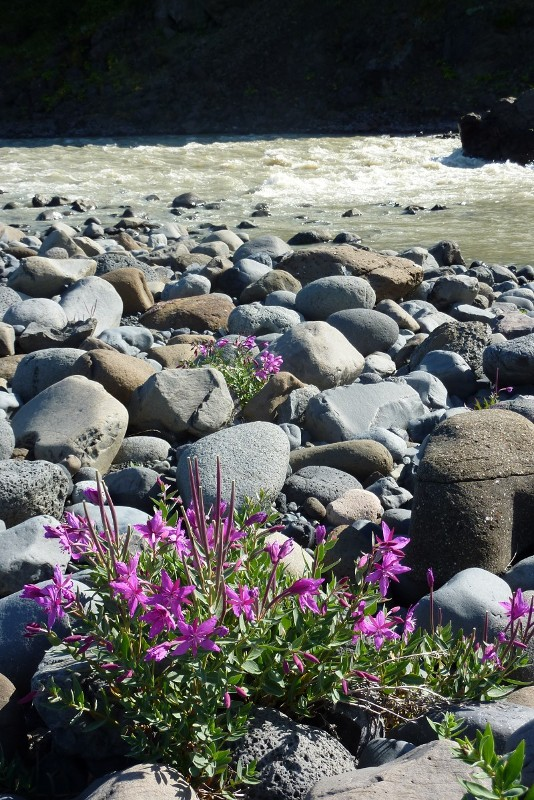
Chamaenerion latifolium o sauce ártico junto al Morsá
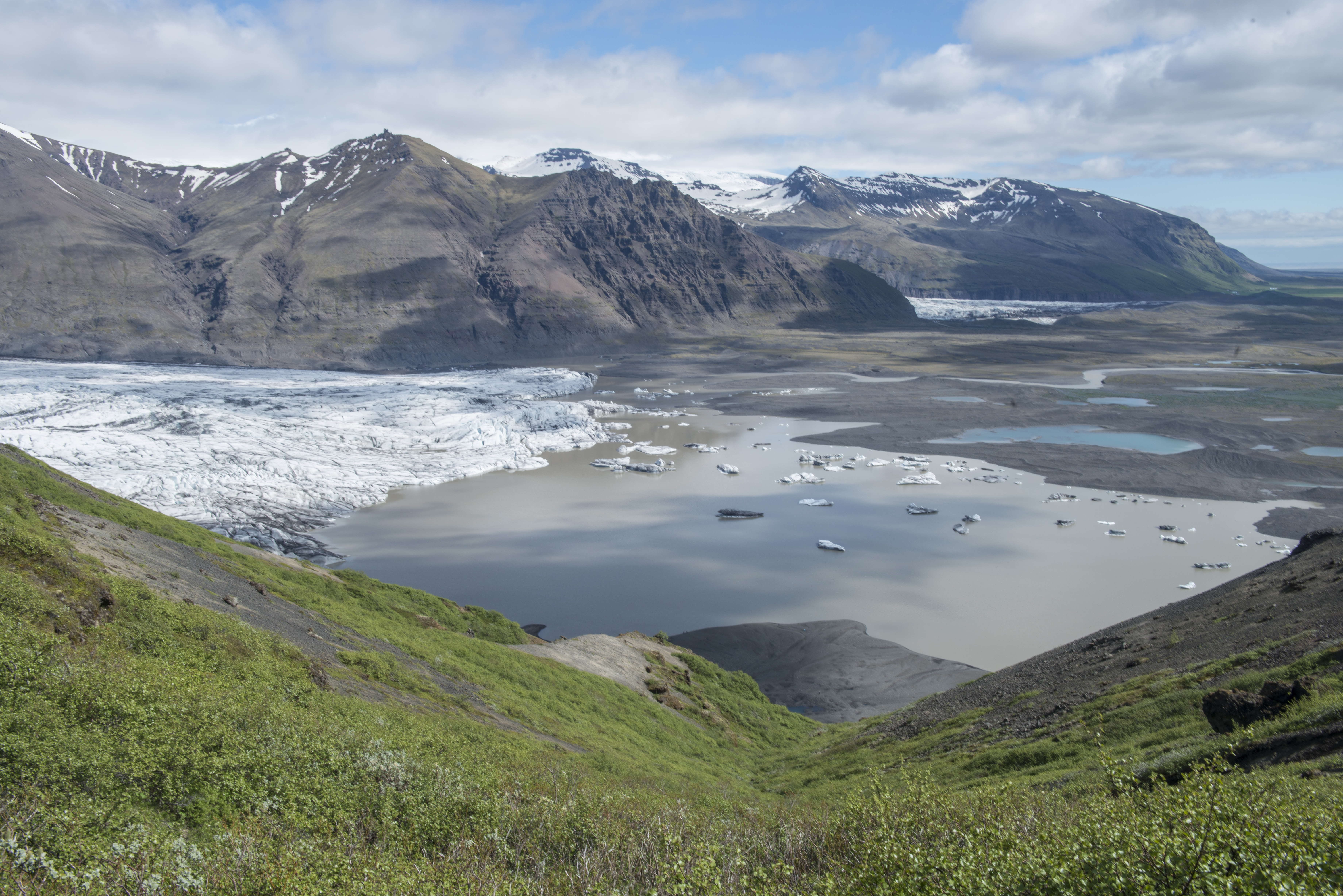
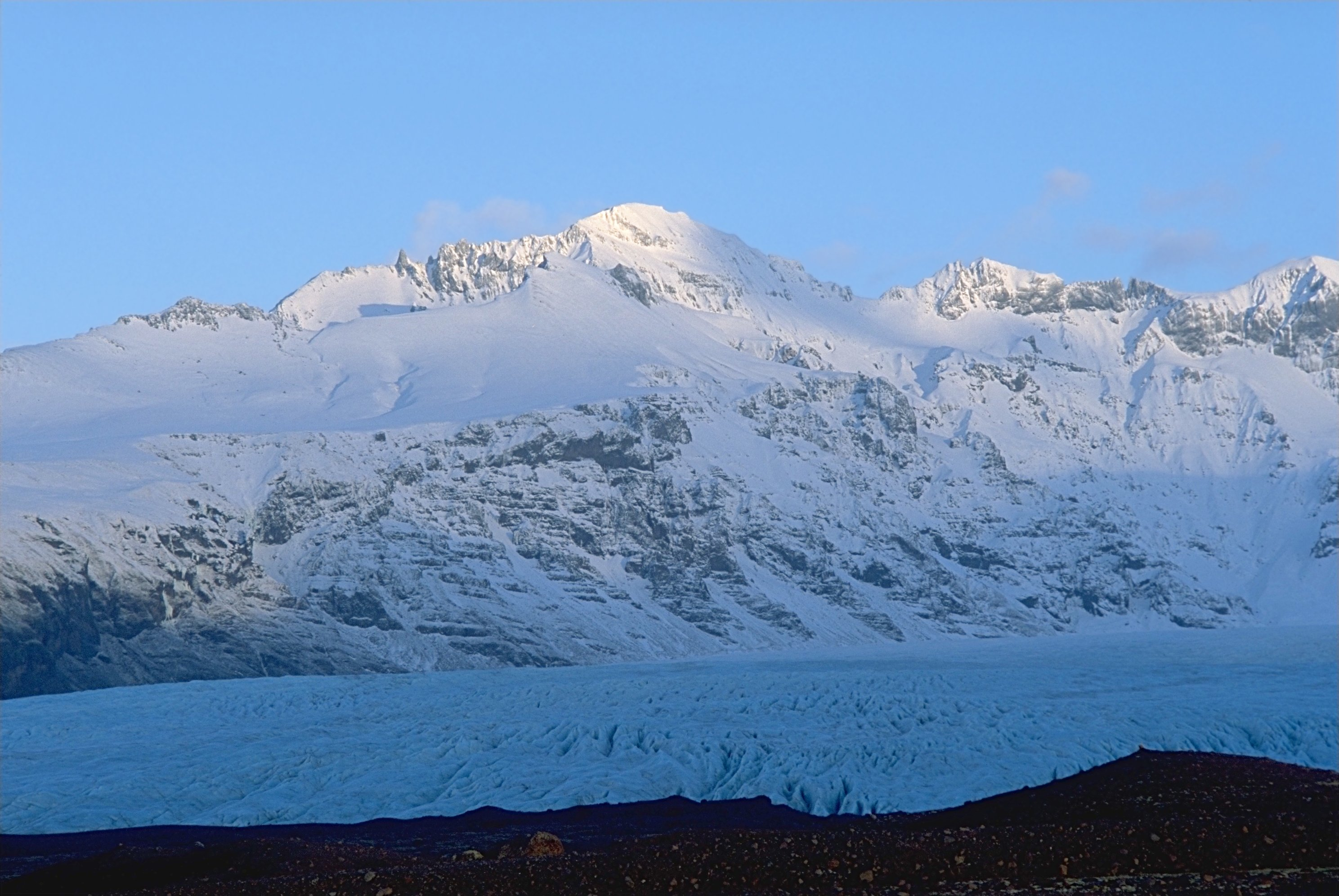
Öraefajökull, parte del Vatnajökull